# لومبارديون

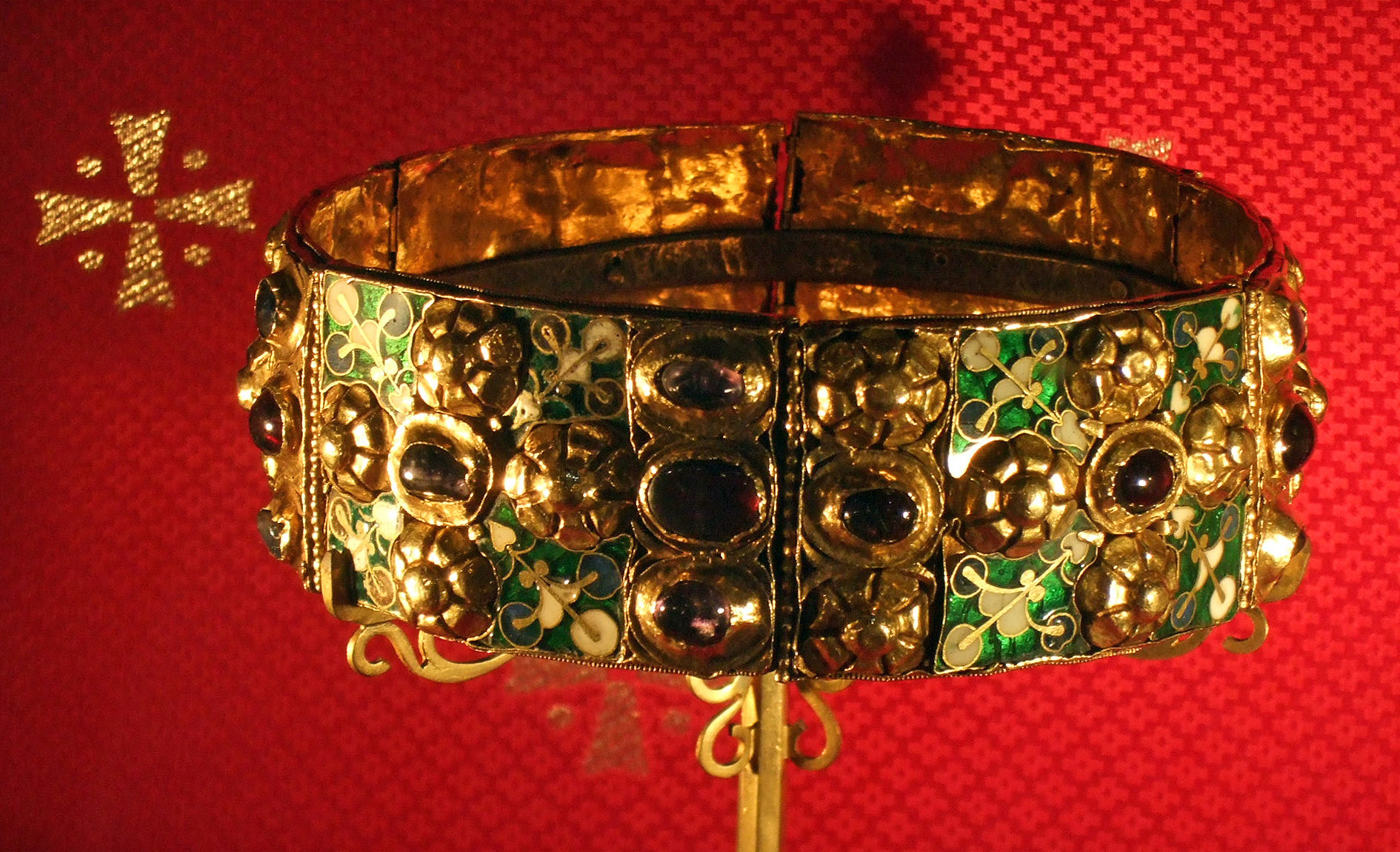
التاج الحديدي اللومباردي، استخدم في تتويج ملوك إيطاليا حتى عام 1946.

الأَنكَبُردة أو اللومبارديون (باللاتينية: Langobardi) كانت قبيلة جرمانية من منشأ إسكندنافي والتي حكمت إيطاليا بين عامي 568-774.
كتب المؤرخ اللومباردي بولس الشماس في كتابه تاريخ اللومبارد أن اللومبارديين ينحدرون من قبيلة صغيرة تدعى وينيلي،  سكنت جنوب إسكندنافيا  (سكادانان) والذين هاجروا جنوبًا بحثًا عن أرض جديدة. شكلوا في القرن الأول الميلادي جزءًا من السويبيين في شمال غرب ألمانيا. بحلول نهاية القرن الخامس، انتقلوا إلى المنطقة التي تتوافق حاليًا مع النمسا شمال نهر الدانوب، حيث أخضعوا الهيروليين وخاضوا حروبًا متكررة مع الغبيديين. هزم الملك اللومباردي أودوين زعيم الغبيديين ثوريزيند في 551 أو 552؛ بينما دمر خليفته ألبوين الغبيديين في نهاية المطاف في معركة أسفيلد في 567.
بعد هذا الانتصار، قرر ألبوين أن يقود شعبه إلى إيطاليا والتي تراجع عدد سكانها بشدة بعد الحرب القوطية الطويلة (535-554) بين الإمبراطورية البيزنطية ومملكة القوط الشرقيين. انضم إلى اللومبارد العديد من السكسونيين والهيروليين والغبيديين والثورنغيين والقوط الشرقيين وكان غزوهم دون معارضة تقريبًا. بحلول أواخر 569 كانوا قد سيطروا على جميع المدن الرئيسية شمال نهر بو باستثناء بافيا التي سقطت عام 572. في الوقت نفسه، احتلوا مناطق في وسط إيطاليا وجنوبها. أسسوا المملكة اللومباردية في إيطاليا وسموها لاحقًا مملكة إيطاليا (باللاتينية: Regnum Italicum) والتي بلغت ذروتها في ظل الحاكم ليوتبراند في القرن الثامن. في 774، سقطت المملكة بيد ملك الفرنجة شارلمان ودمجها في إمبراطوريته. ومع ذلك، واصل النبلاء اللومبارد حكم أجزاء من شبه الجزيرة الإيطالية حتى القرن الحادي عشر، عندما غزاهم النورمان وأضافوا ممتلكاتهم إلى مملكة صقلية. يظهر إرثهم جليًا في تسمية إقليم لومبارديا الإيطالي.

## التاريخ المبكر

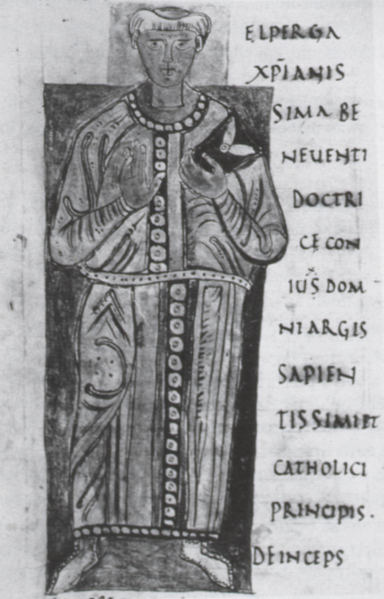
بولس الشماس
تاريخ اللومبارد

### الأصول الأسطورية والتسمية
يوجد أكبر مرجع عن أصول اللومبارد وتاريخهم وممارساتهم في كتاب تاريخ اللومبارد لبولس الشماس من القرن الثامن. أما بولس فقد اعتمد على كتاب أصول شعب اللومبارد من القرن السابع كمصدر رئيسي.
يروي أصول شعب اللومبارد قصة قبيلة صغيرة تسمى وينيلي  قطنت جنوب إسكندنافيا (سكادانان)  (يذكر كودكس غوتانوس أن الوينيلي سكنوا بداية بالقرب من نهر يسمى فينديليكوس على أقصى حدود بلاد الغال). انقسم الوينيلي إلى ثلاث مجموعات غادرت إحداها أرضها الأصلية بحثًا عن مسكن جديد. ربما كان سبب النزوح الاكتظاظ السكاني. قاد المجموعة النازحة الشقيقان يبور وآيو وأمهما غامبارا  ووصلوا أراضي سكورينغا - ربما على ساحل بحر البلطيق  - أو باردينغاو على الإلبه. حكم سكورينغا شعب الفندال الذين خير زعيماهم الأخوان أمبري وآسي قبيلة الوينيلي بين الجزية أو الحرب.
كانت الوينيلي قبيلة من الشباب الشجعان الذين رفضوا دفع الجزية، قائلين «من الأفضل الحفاظ على الحرية بالسلاح بدلًا من وصمها بالعار بدفع الجزية». استعد الفندال للحرب وشاوروا غودان (الإله أودين ) الذي أجاب أنه سيمنح الفوز للطرف الذي يراه أولًا عند شروق الشمس. كان الوينيلي قليلي العدد  وطلبت غامبارا المساعدة من فريا (الإلهة فريغ ) والتي نصحتها أنه ينبغي على جميع نساء القبيلة ربط شعورهن أمام وجوههن مثل اللحى وأن يسيروا بجوار أزواجهن. وكان أن لمح غودان الوينيلي أولًا وسأل «من أولئك ذوي اللحى الطويلة (long-beards)؟» فأجابت فريا «سيدي أنت أعطيتهم الاسم فامنحهم الآن النصر أيضًا». منذ ذلك الوقت فصاعدًا، أصبح الوينيلي يعرفون باسم لانغوبارد (والشكل اللاتيني والإيطالي منها Lombard).
عند كتب بولس الشماس تاريخ اللومبارد بين 787 و796 كان راهبًا كاثوليكيًا ومسيحيًا مخلصًا. اعتقد أن قصص شعبه الوثنية سخيفة وتثير الضحك. شرح بولس أن التسمية لانغوبارد جاءت من طول لحاهم. بينما تقترح نظرية حديثة أن التسمية تأتي من Langbarðr لانغباردر وهو اسم لأودين. يصرح برييستر أنه عندما غير الوينيلي اسمهم إلى لومبارد فإنهم بدلوا أيضًا طقس الخصوبة الزراعية القديم بطقس لأودين، وبالتالي شكلوا تقليدًا قبليًا واعيًا. يعكس فروليش ترتيب الأحداث لدى برييستر ويقول بأن طقس أودين استلزم من اللومبارد إطالة لحاهم ليشبهوه المنظر وأن اسمهم الجديد يعكس ذلك. يلحظ بروكنر أن اسم اللومبارد يرتبط جدًا بعبادة أودين والذي من أسماءه العديدة «ذو اللحية الطويلة» أو «ذو اللحية الرمادية» وأن الاسم المعطى للومبارد أنسيغرانوس (ذاك ذو اللحية الإلهية) يظهر أن اللومبارد أخذوا تلك الفكرة عن كبير آلهتهم.

### الآثار والهجرة

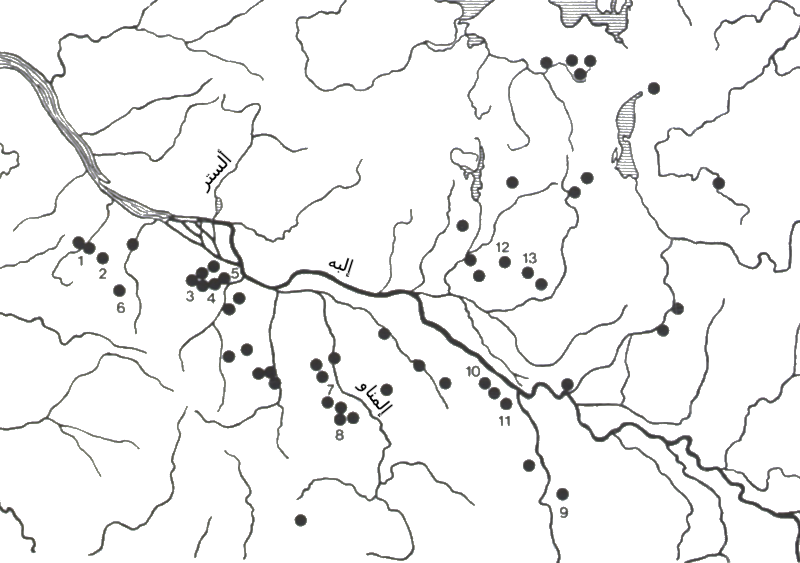
انتشار مواقع الدفن اللانغوباردية في أراضي الإلبه الدنيا وفقًا لفيلي فيغيفيتز

ذكر كل من سترابو (20م) وتاسيتوس (117م) أن اللومبارد سكنوا بالقرب من مصب الإلبه بعد وقت قصير من بداية العصر المسيحي، قرب شاوكي. بينما يذكر سترابو أن اللومبارد سكنوا طرفي الإلبه. كشف عالم الآثار الألماني فيلي فيغيفيتز عدة مواقع دفن تعود للعصر الحديدي عند الإلبه السفلي وذكر أنها «لانغوباردية». مواقع الدفن هي عبارة عن مواقع حرق جثث الموتى ويعود تاريخها إلى ما بين القرن السادس قبل الميلاد والقرن الثالث الميلادي، لذلك لا يعتقد بانقطاع سكن المستوطنة. تقع أراضي الإلبه السفلية ضمن نطاق ثقافة ياستورف وتصبح إلبه جرمانية بحيث تختلف عن الأراضي بين الراين وفيسر وبحر الشمال. تبين الاكتشافات الأثرية أن اللومبارديين كانوا شعبًا مزارعًا.
كان أول ذكر للومبارد بين العامين 9-16م من قبل مؤرخ البلاط الروماني فيليوس باتركولوس، الذي رافق حملة رومانية كقائد للفرسان. وصف باتركولوس اللومبارديين بأنهم «أكثر شراسة من وحشية الجرمان العاديين». بينما عدهم تاسيتوس كقبيلة سويبية،  ورعايا للملك ماروبود من الماركومانيين. صنع ماروبود السلام مع الرومان، وهذا هو سبب غياب اللومبارديين عن الاتحاد الجرماني بقيادة أرمينيوس في معركة غابة تويتوبورغ عام 9 ميلادية. في 17م، اندلعت الحرب بين ماروبود وأرمينيوس. دون تاسيتوس:
| لومبارديون | لم يكن فقط الشيروسكان وحلفائهم ... من حملوا السلاح، ولكن السمنونيين واللانغوبارديين أيضًا وكلاهما أمتان سويفيتان، ثارتا إليه من سيادة ماروبود ... الجيوش ... حفزتها أسبابها الخاصة، قاتل الشيروسكانيون واللانغوبارديين من أجل شرف قديم أو استقلال اكتسبوه حديثًا ..." | لومبارديون |

دولة اللومبارد في كارباثيا عام 526

في عام 47م، نشبت معركة في صفوف الشيروسكيين وطردوا زعيمهم الجديد - ابن شقيق أرمينيوس - من بلادهم. يظهر اللومبارد على الساحة بقوة كافية، كما يبدو، للسيطرة على مصير القبيلة التي كانت قبل 38 سنة الرائدة في النضال من أجل الاستقلال، حيث أعادوا الزعيم المخلوع إلى السلطة مجددًا. يظهر اللومبارد مرة أخرى في منتصف القرن الثاني في منطقة الراين. وفقًا لبطليموس، استقر اللومبارديون السويبيون جنوب السوغامبريين،  ولكنهم بقوا أيضًا عند الإلبه بين الشاوكيين والسويبيين  مما يدل على توسع اللومبارد. يذكر كودكس غوتانوس أيضًا ارتباط باتسبرونا (بادربورن) باللومبارديين. يخبرنا كاسيوس ديو أنه وقبل الحروب الماركومانية عبر نحو 6000 لومباردي وأوبي نهر الدانوب وغزوا بانونيا. هزمت كلا القبيلتان حيث كفتا عن الغزو وأرسلتا بالومار ملك الماركومانيين سفيرًا إلى إيليوس باسوس والذي كان حينها يدير بانونيا. اتفق على الصلح وعادت القبيلتان إلى ديارهما، والتي كانت في حال اللومبارد أراضي الإلبه الدنيا. في هذا الوقت تقريبًا يصف تاسيتوس في كتابه جرمانيا (98م) اللومبارد بأنهم:
| لومبارديون | أما اللانغوبارديون، على العكس من ذلك، أعدادهم الضئيلة هي تميز لهم. على الرغم من إحاطتهم بمجموعة من أقوى القبائل، فإنهم آمنون، وليس عن طريق الخضوع، ولكن بتحدي ويلات الحرب. | لومبارديون |

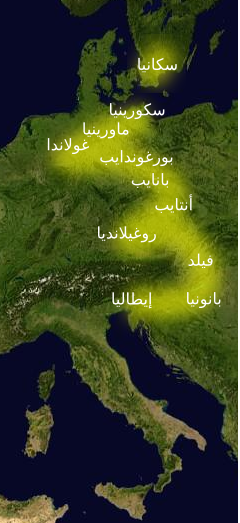
هجرة اللومبارد من إسكندنافيا

ابتداء من القرن الثاني، سجلت العديد من القبائل الجرمانية نشاطًا خلال البرينسيباتي حيث بدأت في تشكيل اتحادات نجم عنها الفرانكيون والألامانيون والبايوفاريون والساكسونيون. أسباب غياب اللومبارد، على هذا النحو، من التاريخ الروماني بين 166-489 قد تكون في أنهم سكنوا عميقًا في قلب جرمانيا حيث لم يذكروا إلا عند ظهورهم على ضفاف الدانوب مرة أخرى، أو أن اللومبارد قد خضعوا لاتحاد قبلي أكبر وعلى الأرجح تحت جناح السكسونيين. مع ذلك، من المحتمل جدًا أنه عندما هاجرت أغلبية اللومبارد، بقي خلفهم قسم ليس بالضئيل وأوائك اندمجوا في القبائل الساكسونية في المنطقة، بينما حافظ المهاجرون على اسمهم. ولكن كودكس غوتانوس يذكر أن الساكسونيين قد أخضعوا اللومبارد حوالي العام 300، ولكنهم ثاروا على الساكسونيين بقيادة ملكهم أغيلموند. في النصف الثاني من القرن الرابع، غادر اللومبارد منازلهم، وربما بسبب المحاصيل السيئة وشرعوا في هجرتهم.
يشمل مسار هجرة اللومبارد، من وطنهم إلى «روغيلاند» 489 مكانًا: سكورينغا (يعتقد أنها كانت أراضيهم على ضفاف الإلبه) وماورينغا وغولاندا وأنتايب وبانتايب وفورغندايب (بورغندايب). ووفقًا لكوزموغرافيا رافينا، كانت ماورينغا أرضًا شرق الإلبه.
كان العبور عبر ماورينغا شاقًا جدًا، حيث منعهم الأسيبيتيون حق المرور عبر أراضيهم؛ نظم قتال بين أقوى رجلين من القبيلتين وخرج اللومبارد منتصرين ومنحوا المرور ووصلوا ماورينغا. حكم أول ملوك اللومبارد أغيلموند من سلالة غوجنغر قبيلته لمدة ثلاثين عامًا.
غادر اللومبارديون ماورينغا باتجاه غولاندا. يعتقد الباحث لودفيغ شميت أن هذه كانت أقصى شرقية، وربما على الضفة اليمنى لنهر أودر. يرى شميدت أن الاسم يعادل جوتلاند أو ببساطة «الأرض الطيبة». هذه النظرية معقولة للغاية، حيث يذكر بولس الشماس عبور اللومبارد لنهر، ويمكن للومبارد أن يكونوا قد وصلوا روغيلاند من منطقة أعالي نهر أودر عبر بوابة مورافيا.
بعد غولاندا، عبر اللومبارديون أنتايب وبانتايب حتى وصلوا فورغندايب. يعتقد أن فورغندايب هي الأراضي القديمة للبرغنديين. في فورغندايب، تعرض اللومبارد في مخيمهم لهجمة من «البلغار» (وربما الهون)  وهزموا وقتل الملك أغليموند. صعد لايميكو سدة الملك بعدها؛ كان في عز شبابه ورغب في الانتقام لمقتل أغليموند. ربما خضع اللومبارد أنفسهم للهون بعد الهزيمة، لكن اللومبارديين انتفضوا ضدهم وانتصروا عليهم بمذبحة كبرى. أعطى هذا النصر الكبير للومبارديين الغنائم والثقة، حيث «... أصبحوا أكثر جرأة في خوض شراك الحرب».
في عقد 540 وبقيادة أودوين (حكم 546-565)، عبر اللومبارد نهر الدانوب مرة أخرى إلى بانونيا، حيث تلقوا إعانات إمبراطورية، حيث شجعهم جستنيان الأول على محاربة الغبيديين.

## مملكة إيطاليا

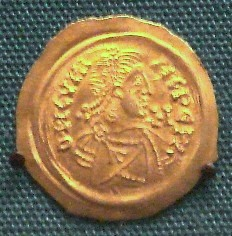
قطعة معدنية تحمل صورة كونينكبرت (688-700) ملك اللومبارد وصكت في ميلان.

### غزو شبه الجزيرة الإيطالية
في عام 560، ظهر ملك جديد نشيط يدعى ألبوين هزم الغبيديين وأخضعهم، وفي 566، تزوج ابنة ملكهم كونيموند واسمها روزماوند. في ربيع عام 568، قاد ألبوين اللومبارد إلى جانب غيرها من القبائل الجرمانية (البايوفاريون وغبيديين وساكسونيين) والبلغار وعبر جبال الألب الجوليانية لغزو شمال إيطاليا بسبب طردهم من بانونيا على يد الآفار. سقطت فوروم إيولي (تشفيدالي ديل فريولي) أول مدينة هامة في أيديهم في شمال شرق إيطاليا في 569. أنشأ ألبوين هناك أول دوقية لومباردية وعهد بها لابن أخيه جيزولف. سقطت بعد ذلك فيتشنزا وفيرونا وبريشا في أيدي الجرمان. في صيف عام 569، احتل اللومبارديون ميلان المركز الروماني الرئيسي في شمال إيطاليا. كانت المنطقة لا تزال تتعافى من الحروب القوطية الرهيبة، حيث لم يستطع الجيش البيزنطي الصغير فيها عمل أي شيء تقريبًا. لم يستطع حاكم إيطاليا (الإكسراخ) لونغينوس المعين من قبل الإمبراطور جوستين الثاني سوى الدفاع عن المدن الساحلية فقط التي أمكن تزويدها بالمؤن عبر الأسطول البيزنطي القوي. سقطت بافيا بعد حصار دام ثلاث سنوات في 572 وأصبحت أول عاصمة للمملكة اللومباردية الجديدة في إيطاليا. في السنوات التالية، اخترق اللومبارديون الحدود جنوبًا غازين توسكانا ومؤسسين دوقيتين اثنتين سبوليتو وبينيفنتو تحت إمرة زوتو واللتان سرعان ما أصبحتا شبه مستقلتين، وعمرتا أطول من المملكة الشمالية وصولًا إلى القرن الثاني عشر. استطاع البيزنطيون الاحتفاظ بالسيطرة على منطقتي رافينا وروما ويربطها ممر رفيع عبر بيروجا.
احتفظ بعض اللومبارديين بالوثنية عندما دخلوا إيطاليا، بينما اعتنق آخرون المسيحية الآريوسية. بالتالي لم يتمتع اللومبارد بعلاقات جيدة مع الكنيسة الكاثوليكية. تدريجيًا، اعتمدوا الألقاب والأسماء والتقاليد الرومانية، وتحولوا جزئيًا إلى العقيدة الأرثوذكسية (القرن السابع)، دون خلو الأمر طبعًا من سلسلة طويلة من النزاعات الدينية والعرقية. بحلول الوقت الذي كتب فيه بولس الشماس كتابه، كانت اللغة اللومباردية واللباس وحتى أنماط أشعارهم قد اختفت.
تم تقسيم الأراضي اللومباردية إلى 36 دوقية استقر قادتها في المدن الرئيسية. حكم الملك كامل البلاد وأدار الأراضي من خلال مبعوثين عرفوا بالغاستالدي. إلا أن هذا التقسيم إلى جانب الاستقلال النسبي للدوقيات، حرم المملكة من الوحدة، مما جعلها ضعيفة حتى بالمقارنة مع البيزنطيين، وخصوصًا بعد أن بدأوا في التعافي من الغزو الأولي. أصبح هذا الضعف أكثر وضوحًا عندما كان على اللومبارديين مواجهة القوة المتزايدة للفرنجة. استجابة لهذه المشكلة، حاول الملوك مركزة السلطة على مر الزمن، ولكنهم فقدوا السيطرة على سبوليتو وبينيفينتو نهائيًا في تلك المحاولة.

#### لانغوبارديا الكبرى
- دوقية فريولي وقائمة بدوقات ومارغريفات فريولي
- دوقية تشنيدا
- دوقية فيتشنزا
- دوقية فيرونا
- دوقية ترينت
- دوقية بريشا
- دوقية بيرغامو
- دوقية سان جوليو
- دوقية بافيا
- دوقية تورين
- دوقية أستي
- دوقية توسكيا

#### لانغوبارديا الصغرى
- دوقية سبوليتو ودوقات سبوليتو
- دوقية بينيفينتو ودوقات وأمراء بينيفينتو

### الملكية الآريوسية

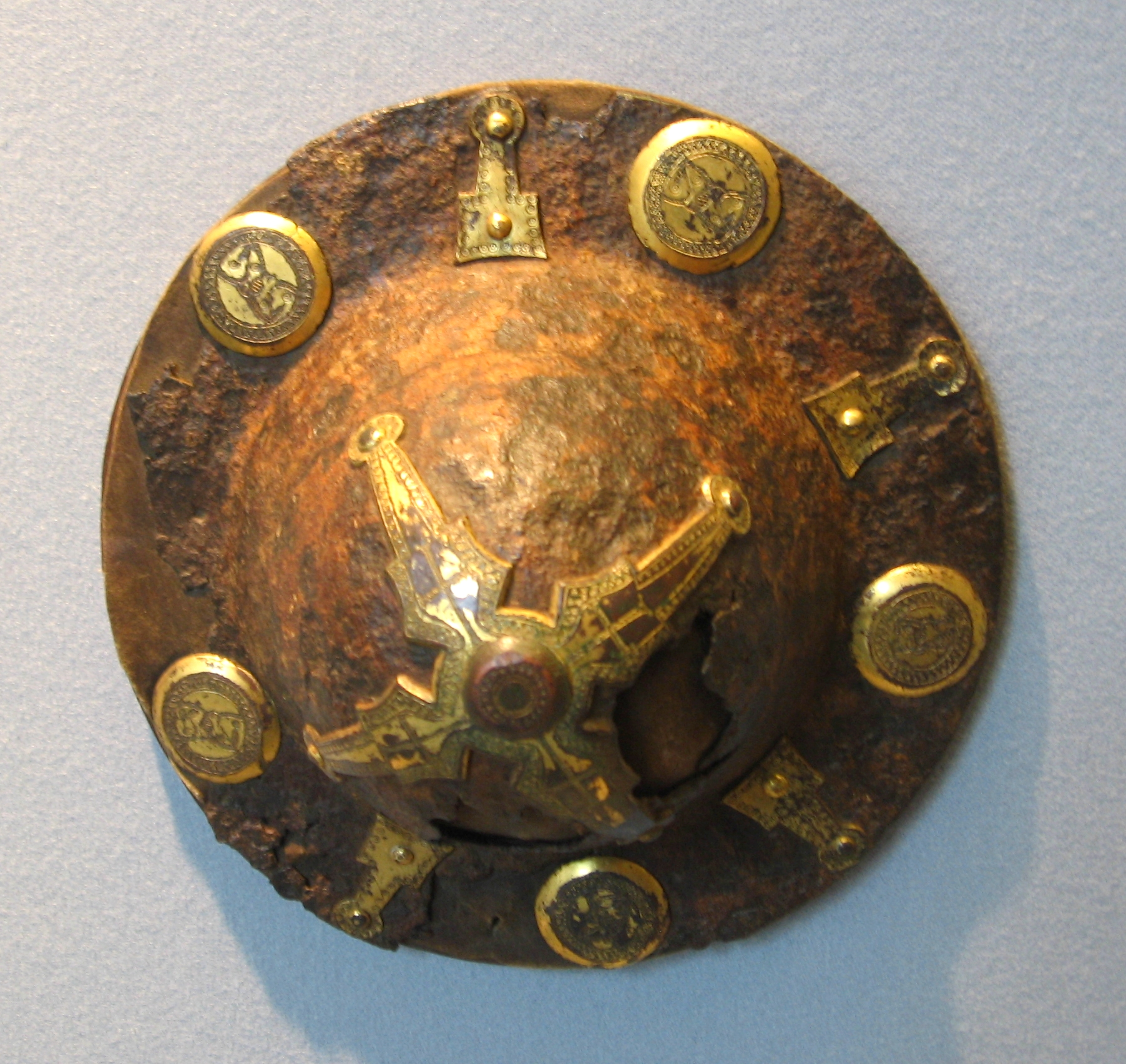
درع لومباردي من شمال إيطاليا من القرن السابع

اغتيل ألبوين عام 572 في فيرونا في مؤامرة قادتها زوجته روزاموند والتي فرت لاحقًا إلى رافينا. اغتيل أيضًا خليفته كليف بعد عهد لا يرحم دام 18 شهرًا. بدأت وفاته فترة من خلو العرش لسنوات من «حكم الدوقات» وخلالها لم ينتخب الدوقات أي ملك وهي فترة سادها العنف والفوضى. في 584، انتخب الدوقات ابن كليف أوثاري ملكًا بعد أن شعروا بتهديد الفرنجة. في 589، تزوج ثيوديليندا ابنة دوق بافاريا، غاريبالد الأول من بافاريا. كانت ثيوديليندا الكاثوليكية صديقة للبابا غريغوري الأول وأصرت على التنصير. في الوقت نفسه، شرع أوثاري بسياسة المصالحة الداخلية وحاول إعادة تنظيم الإدارة الملكية. تنازل الدوقات عن نصف عقاراتهم للحفاظ على الملك وحاشيته في بافيا. أما على جانب الشؤون الخارجية نجحت إدارة أوثاري في إفشال التحالف الخطير بين البيزنطيين والفرنجة.
توفي أوثاري في 591. كان خليفته أغيلولف دوق تورين والذي تزوج من أرملة سلفه ثيوديليندا في 591. نجح في إخضاع الدوقات المتمردين في شمال إيطاليا، حيث سيطر على بادوا (601) وكريمونا ومانتوفا (603) وأجبر إكسرخس رافينا على دفع الجزية. توفي أغيلولف في 616؛ حكمت بعده ثيوديليندا وحدها حتى 628، وخلفها أدالوالد. قام أريوالد، الذي كان قد تزوج ابنة ثيوديليندا غوندبيرغا، وزعيم المعارضة الآريوسية، بخلع أدالوالد.
خلفه روثاري والذي يعتبره العديدون أكثر الملوك اللومبارد نشاطًا. وسع ملكه حيث ضم ليغوريا في 643 والجزء المتبقي من الأراضي البيزنطية في فينيتو الداخلية بما في ذلك المدينة الرومانية أوبيترغيوم (أوديرزو). أصدر روثاري أيضًا المرسوم الشهير الذي يحمل اسمه -إديكتوم روثاري - والذي أسس لقوانين وعادات وتقاليد شعبه باللاتينية إلا أن المرسوم لم ينطبق على الخاضعين لسلطة اللومبارد، الذين يمكن أن يحتفظوا بقوانينهم الخاصة. خلف روثاري نجله رودوالد في 652 وهو يافع جدًا وقتل على يد فرقة كاثوليكية.
عند وفاة الملك أريبرت الأول عام 661، تم تقسيم المملكة بين ولديه بيركتاريت الذي كانت عاصمته في ميلانو وغوديبرت الذي حكم من بافيا. أطيح بالأول على يد غريموالد نجل جيزولف دوق فريولي وبينيفينتو منذ 647. فر بيركتاريت إلى الآفار وثم نحو الفرنجة. تمكن غريموالد من استعادة السيطرة على الدوقيات وصد محاولة من الإمبراطور البيزنطي قسطنطين الثاني لغزو جنوب إيطاليا. كما هزم الفرنجة. عاد بيركتاريت عند وفاة غريموالد في 671 وعزز التسامح بين الآريوسيين والكاثوليك، لكنه لم يستطع هزيمة الفرقة الآريوسية بقيادة آراكي دوق ترينتو والذي خضع فقط لابنه كونينكبرت المائل للكاثوليكية.

### الملكية الكاثوليكية

مملكة اللومبارد في إيطاليا

ظل الخلاف الديني مصدرًا للصراع في السنوات التالية. بدأ عهد اللومبارد بالتعافي فقط مع وصول الملك ليوتبراند (ملك من 712) نجل أنسبراند الذي كان بدوره خليفة أريبرت الثاني الصارم. تمكن من استعادة بعض السيطرة على سبوليتو وبينيفينتو، واستفاد من الخلافات بين البابا وبيزنطة بشأن تقديس الرموز، فضم إكسرخسية رافينا ودوقية روما. كما ساعد القائد الفرنجي كارل مارتل على صد العرب. غزا خليفته أيستولف رافينا للمرة الأولى لكنه هزم في وقت لاحق على يد ملك الفرنجة بيبين الثالث الذي استدعاه البابا واضطر إلى مغادرتها. بعد وفاة أيستولف حاول راتكيس مرة أخرى أن يكون ملك لومبارديا ولكنه خلع في العام نفسه.
بعد هزيمته لراتكيس، كان ديسيديريوس دوق توسكانا آخر ملك لومباردي، حيث تمكن من ضم رافينا نهائيًا، وإنهاء الوجود البيزنطي في شمال إيطاليا. قرر استئناف نزاعه مع البابا، الذي دعم دوقات سبوليتو وبينيفنتو ضده ودخل روما في 772 وهو أول ملك لومباردي ينجح بذلك. ولكن عندما طلب البابا أدريان الأول العون من شارلمان القوي، فإن ديسيديريوس هزم في سوسا وحوصر في بافيا، بينما اضطر ابنه أدلكيس لفتح أبواب فيرونا لقوات الفرنجة. استسلم ديسيديريوس عام 774، بينما قام شارلمان في قرار حديث تمامًا باتخاذ لقب «ملك اللومبارد». قبل ذلك طالما غزت الممالك الجرمانية بعضها البعض، ولكن أيًا منها لم يعتمد لقب ملك شعب آخر. اقتطع شارلمان جزءًا من الأراضي اللومباردية لإنشاء الدولة البابوية.
يذكر إقليم لومبارديا في إيطاليا، والذي يشمل مدن بريشيا وبيرغامو وميلانو والعاصمة القديمة بافيا بوجود اللومبارديون.

## التاريخ اللاحق

دوقية بينيفينتو في القرن الثامن

### إمارة بينيفينتو المتحدة (774-849)
على الرغم من أن المملكة الشمالية والتي مقرها بافيا سقطت بيد شارلمان، فإن المنطقة اللومباردية جنوب الدولة البابوية لم تخضع لشارلمان أو ذريته. في 774، ادعى الدوق أريكيس الثاني من بينيفينتو أن دوقيته هي الدولة الوريثة للمملكة رغم أنها كانت فقط اسميًا تحت سلطة المملكة مع وجود بعض الملوك الذين نجحوا في فرض سلطتهم في الجنوب. حاول أريكيس بدوره تحويل بينيفينتو إلى بافيا ثانية. حاول ادعاء الملكية، ولكن مع عدم وجود دعم وعدم إمكانية التتويج في بافيا.
قاد شارلمان جيشه جنوبًا، كما أرسل ابنه لويس الورع الرجال لإخضاع دوق بينيفينتو، ولكن وعوده وخضوعه لم يدم أبدًا وكان أريكيس وخلفاؤه مستقلين بحكم الأمر الواقع. حمل الدوقات البنيفنتيون لقب أمير بدلًا من ملك.
كان للومبارد في جنوب إيطاليا بعد ذلك موقف شاذ حيث امتلكوا أرضًا طالبت بها إمبراطوريتان: الإمبراطورية الكارولنجية إلى الشمال والغرب والإمبراطورية البيزنطية في الشرق. عادة ما قطعوا العهود والوعود بالجزية للكارولينجيين، ولكنهم بقوا خارج سيطرة الفرنجة. وفي الوقت نفسه نمت بينيفنتو إلى أقصى حد لها حيث فرضت الجزية على دوقية نابولي التي كانت موالية لبيزنطة لحد ما، كما غزت المدينة النابولية أمالفي في 838م. في مرحلة ما في عهد سيكارد، غطت سيطرة اللومبارد معظم مناطق جنوب إيطاليا عدا أقصى جنوب بوليا وكالابريا ونابولي ومدنها الملحقة بها اسميًا. وصل النفوذ اللومباردي بقوة خلال القرن التاسع إلى بوليا اليونانية سابقًا. ومع ذلك، فقد فتح سيكارد أبواب الجنوب أمام غزوات المسلمين في حربه مع أندرو الثاني من نابولي وعندما اغتيل في 839، أعلنت أمالفي استقلالها واقتتل فصيلان على السلطة في بينيفنتو، مما شل الإمارة وجعلها عرضة لأعدائها الخارجيين.
استمرت الحرب الأهلية عشر سنوات، وانتهت فقط بموجب معاهدة سلام فرضها الإمبراطور لويس الثاني والذي كان ملك الفرنجة الوحيد الذي نجح في ممارسة سيادة فعلية على الدول اللومباردية في 849 وهو ما قسم المملكة إلى دولتين: إمارة بينيفينتو وإمارة ساليرنو وعاصمتها في ساليرنو على البحر التيراني.

### جنوب إيطاليا والعرب (836-915)
استأجر أندرو الثاني من نابولي خدمات الجنود المسلمين في حربه مع سيكارد من بينيفينتو في 836. ورد سيكارد بالمثل. ركز المسلمون في البداية هجماتهم على صقلية وإيطاليا البيزنطية، ولكن سرعان ما استدعى راديلكيس الأول من بينيفنتو المزيد منهم حيث غزوا كابوا في 841. أطلال هذه المدينة هي كل ما تبقى من «كابوا القديمة» (سانتا ماريا كابوا فيتيري). وبالتالي، أسس لاندولف المسن كابوا الحالية «كابوا الجديدة» على تلة قريبة. كان الأمراء اللومبارد بصفة عامة أقل ميلًا للتحالف مع المسلمين مقارنة بجيرانهم البيزنطيين في أمالفي وجيتا ونابولي وسورينتو. إلا أن غايفر من ساليرنو وضع نفسه تحت سلطان المسلمين لفترة وجيزة.
سيطرت قوة مسلمة كبيرة على باري والتي كانت غاساتالدية لومباردية تحت حكم باندينولف في 847. انطلقت الغزوات المسلمة شمالًا حتى طلب أدلكيس أمير بينيفينتو في النهاية مساعدة لويس الثاني. تحالف لويس مع الإمبراطور البيزنطي باسيل الأول لطرد المسلمين من باري في 869. هزمت قوة مسلمة من قبل الإمبراطور بعد حصارها لمدة وجيزة من قبل أدلكيس في 871. كان أدلكيس ولويس في حالة حرب في ما تبقى من حياة الأخير. اعتبر أدلكيس نفسه خليفة حقيقيًا للملوك اللومبارد ومن تلك الصفة عدل «إديكتوم روثاري» وكان آخر حاكم لومباردي يقوم بذلك.
بعد وفاة لويس، تحالف لاندولف الثاني من كابوا مع المسلمين لفترة وجيزة ولكن البابا يوحنا الثامن أقنعه بكسر التحالف. خاض غايمار الأول من ساليرنو حروبًا ضد المسلمين بقوات بيزنطية. طوال هذه الفترة تأرجح الأمراء اللومبارد في الولاء من طرف إلى آخر. أخيرًا ونحو 915، نجح البابا يوحنا العاشر في توحيد جميع الأمراء المسيحيين في جنوب إيطاليا ضد القاعدة المسلمة على نهر غاريليانو. دارت في تلك السنة معركة كبيرة في غاريليانو طردت المسلمين من البر الإيطالي.

### الإمارات اللومباردية في القرن العاشر

إيطاليا مع نهاية الألفية الأولى

ألهمت دولة ساليرنو المستقلة غاستلدية كابوا للتحرك نحو الاستقلال وبحلول نهاية القرن، أعلنوا أنفسهم «أمراء» وبرزت دولة لومباردية ثالثة. توحدت إمارتا كابوا وبينينفينتو عبر أتينولف الأول من كابوا في 900. أعلن في وقت لاحق أنهما في اتحاد دائم وانفصلتا فقط في 982 مع باندولف الرأس الحديدي. مع سيطرته على كامل الأراضي اللومباردية الجنوبية عدا ساليرنو، أعلن أتينولف نفسه أمير الشعب اللومباردي، والذي كان أريكيس الثاني أول من استخدمه في عام 774. من بين خلفاء أتينولف، كان حكم الإمارة مشتركًا بين الآباء والأبناء والإخوة وأبناء العمومة والأعمام بالنسبة للجزء الأكبر من هذا القرن. في الوقت نفسه، بدأ الأمير جيزولف الأول من ساليرنو باستخدام لقب أمير الشعب اللومباردي في حوالي منتصف القرن، ولكن فكرة إمارة لومباردية لم تظهر إلا في ديسمبر 977 عندما توفي جيزولف وخلفه باندولف الرأس الحديدي والذي سيطر مؤقتًا على كل إيطاليا جنوب روما تقريبًا وجلب التحالف مع الإمبراطورية الرومانية المقدسة. لكن تم تقسيم أراضيه عند وفاته.
حاول لاندولف الأحمر من بينيفنتو وكابوا قهر إمارة ساليرنو بمساعدة من جون الثالث من نابولي، ولكن مع مساعدة من ماستالوس الأول من أمالفي نجح جيزولف في صده. حاول حكام بينيفنتو وكابوا عدة مرات ضم بوليا البيزنطية في هذا الوقت، ولكن البيزنطيين في أواخر القرن في ظل حكم باسيل الثاني الصلب سادوا على اللومبارد على أرض الواقع.
المصدر الرئيسي لتاريخ الإمارات اللومباردية في هذه الفترة هو كرونيكون ساليرنيتانوم والذي كتب في أواخر القرن في ساليرنو.

### الغزو النورماني (1017-1078)
فقدت الإمارة البينيفنتية المقلصة استقلالها لصالح البابوية وتراجعت أهميتها حتى غزاها النورمان الإيطاليون، والذين وصلوا المنطقة بداية بدعوة من اللومبارد لمحاربة البيزنطيين من أجل السيطرة على بوليا وكالابريا (تحت أمثال ميلوس من باري وأردوين من بين آخرين)، والذين أصبحوا ينافسون في الهيمنة على الجنوب. شهدت الإمارة الساليرنية عصرًا ذهبيًا تحت حكم كل من غايمار الثالث وغايمار الرابع، ولكنها تقلصت تحت حكم جيزولف الثاني وسقطت في عام 1078 بيد روبرت جيسكارد الذي تزوج سيكيلغايتا شقيقة جيزولف. كانت إمارة كابوا موضع تنافس شديد في عهد باندولف الرابع المعروف بذئب أبروتسي وتحت حكم ابنه، ولكنها سقطت تقريبًا من دون نزاع بيد ريتشارد درينغوت النورماني (1058). ثار الكابوانيون ضد حكم النورمان في 1091، وطردوا ريتشارد الثاني حفيد ريتشارد، ونصبوا لاندو الرابع.
وضعت كابوا مرة أخرى تحت حكم النورمان بعد حصار كابوا في 1098 وتراجعت أهمية المدينة بسرعة في إطار سلسلة من الحكام النورمان غير ذوي الأهلية. كانت حالة الاستقلال لهذه الدول اللومباردية عمومًا تعتمد على قدرة حكامها على تبديل الولاء حسبما ما شاؤوا. غالبًا ما كانوا تابعين قانونيًا للبابا أو الإمبراطور (البيزنطي أو الروماني المقدس)، لكنهم كانوا عمليًا ذوي السلطة الحقيقية في الجنوب حتى صعد نجم حلفائهم السابقين النورمان. اعتبر اللومبارد النورمان برابرة والبيزنطيين ظالمين. اعتبروا حضارتهم متفوقة، حيث وفروا بيئة المدرسة الطبية الساليرنية.

## البنية الاجتماعية

### اللغة
اللغة اللومباردية منقرضة. تراجعت هذه اللغة الجرمانية في بداية القرن السابع، ولكنها قد تكون قيد الاستخدام في مناطق متفرقة في أواخر القرن العاشر. حفظت مقاطع من اللغة حيث أن الأدلة الرئيسية كانت كلمات فردية نقلت في النصوص اللاتينية. في غياب النصوص اللومباردية، فإنه ليس من الممكن التوصل إلى أي استنتاجات حول مورفولوجيا اللغة وبناء الجملة. يعتمد التصنيف الجيني للغة كليًا على علم الأصوات اللغوية. ومن حيث وجود أدلة على أن اللغة اللومباردية شاركت في تبدل الأحرف الساكنة في الألمانية العليا - كما يظهر في الواقع في بعض أوائل الأدلة - فإنها تصنف باعتبارها جرمانية إلبية أو جرمانية عليا.
تحفظ بعض شظايا اللومباردية في النقوش الرونية. من بين النصوص الأولية الرئيسية نقوش قصيرة بالفوثارك القديمة، ومن بينها «الكبسولة البرونزية في شريتزهايم» (تقريبًا 600م). هناك عدد من النصوص اللاتينية التي تشمل أسماء لومباردية، وبعض النصوص اللومباردية القانونية والتي تحتوي على مصطلحات مأخوذة من المفردات العامية. في عام 2005، كانت هناك مزاعم بأن النقش على سيف بيرنيك قد يكون لومبارديًا.

### مجتمع عصر الهجرة
يمكن تقفي الملوك اللومبارد حتى عام 380م تقريبًا وبالتالي إلى بداية الهجرة الكبرى. تطورت الملكية بين الشعوب الجرمانية عندما برزت الحاجة لقيادة عسكرية موحدة. يعتقد شميدت أن القبائل الجرمانية قسمت لكانتونات وأن الحكومات الأولى كانت عبارة عن جمعيات عامة تختار زعماء تلك الكانتونات وزعماء الحرب من الكانتونات (في زمن الحرب). اختيرت تلك الشخصيات على الأغلب من طبقة النبلاء. نتيجة لحروب اللومبارد في تجوالهم، تطورت السلطة الملكية بحيث أن الملك ممثل للشعب، ولكن تأثير الناس على الحكومة لم يختف تمامًا. يعطي بولس الشماس كشفًا عن البنية القبلية اللومباردية أثناء الهجرة:

. . . لكي يزيدوا من أعداد محاربيهم، منح [اللومبارد] الحرية للكثير ممن كانوا في نير العبودية، وأن حرية هؤلاء التي اعتبرت من المسلمات، تم التأكيد عليها بطريقتهم المعتادة، بكلمات واضحة أكيدة من لغة بلادهم تؤكد تلك الحقيقة.

يبدو أن التحرر الكامل قد ساد فقط بين الفرنجة واللومبارد.

### مجتمع المملكة الكاثوليكية
انقسم المجتمع اللومباردي إلى طبقات مماثلة لتلك التي وجدت في الدول الجرمانية الأخرى التي خلفت روما: أي الفرنجة الغاليون والقوط الغربيون في إسبانيا. كانت هناك طبقة نبيلة وطبقة من الأشخاص الأحرار تحتهم ومن ثم طبقة من غير الأحرار غير العبيد (قنانة) وأخيرًا العبيد. كانت الطبقة الأرستقراطية نفسها أكثر فقرًا وأكثر تمدنًا وأقل ملكية للأرض من مثيلاتها في مناطق أخرى. بصرف النظر عن الدوقات الأغنياء جدًا وذوي القوة والملك نفسه، فإن النبلاء اللومبارد عاشوا في المدن (على عكس نظرائهم الفرنجة) وامتلكوا من الأرض أكثر قليلًا من ضعف ما تمتلكه طبقة التجار (بعيدة كل البعد عن الفرنجة في الأرياف حيث سيطرت الطبقة الأرستقراطية على رقعة واسعة من الأراضي أكبر بمئات الأضعاف عن الطبقة تحتها). كانت الطبقة الأرستقراطية في القرن الثامن تعتمد اعتمادًا كبيرًا على الملك من حيث الدخل خصوصًا فيما يتعلق بالرسوم القضائية: يشار إلى العديد من النبلاء اللومبارد في الوثائق المعاصرة لهم بأنهم (قضاة) حتى عندما تحمل مكاتبهم وظائف مهمة عسكرية وتشريعية أيضًا.
كان الأحرار في المملكة اللومباردية أكثر عددًا بكثير مما كانوا عليه في أرض الفرنجة، خصوصًا في القرن 8، حيث أنهم بالكاد مرئيون في الوثائق الناجية من عصر الفرنجة. كان أصحاب الحيازات الصغيرة والمزارعون وأصحاب المداخيل أكثر الأنواع المذكورة في الوثائق اللومباردية. ربما امتلكوا أكثر من نصف الأراضي في إيطاليا اللومباردية. كان الأحرار جنودًا و«رجالًا مخلصين» (وهو مصطلح عسكري مثل «الخدم»)، حيث شكلوا قوام الجيش اللومباردي حيث كانوا يستدعون - وإن لم تكن بشكل متكرر - للخدمة العسكرية. رغم ذلك افتقرت طبقة ملاك الأراضي الصغيرة إلى النفوذ السياسي اللازم مع الملك (والدوقات) للسيطرة على السياسة والتشريع في المملكة. كانت الطبقة الأرستقراطية أكثر قوة سياسيًا إن لم تكن من الناحية الاقتصادية في إيطاليا مما كانت عليه في بلاد الغال وهسبانيا المعاصرتين.
تميز تمدن إيطاليا اللومباردية بالمدن كالجزر. يبدو من الحفريات أن المدن الكبرى في إيطاليا اللومباردية - بافيا ولوكا وسيينا وأريتسو وميلان - كانت قد تشكلت من مدن جزرية دقيقة جدًا داخل أسوار المدينة الرومانية القديمة. دمرت مدن الإمبراطورية الرومانية جزئيًا في سلسلة من الحروب في القرنين الخامس والسادس. خلفت العديد من القطاعات في حالة خراب وأصبحت الآثار القديمة حقولًا من العشب تستخدم للرعي، وهكذا أصبح المنتدى الروماني حقلًا للأبقار. كانت أجزاء المدن التي بقيت على حالها صغيرة ومتواضعة، وضمت الكاتدرائية أو الكنيسة الرئيسية (في كثير من الأحيان غنية الزخرفة) وبعض المباني العامة ومجمعات الطبقة الأرستقراطية. كانت بعض المباني المهمة مبنية بالحجر بينما كان معظمها خشبيًا. في النهاية، تم فصل الأجزاء المأهولة من المدن عن بعضها البعض بمساحات من المراعي حتى داخل أسوار المدينة.

### الدول اللومباردية
- الدولة اللومباردية في الجبال الكارباثية (القرن السادس).
- الدولة اللومباردية في بانونيا (القرن السادس).
- مملكة إيطاليا.
- إمارة بينيفينتو.
- إمارة ساليرنو.
- إمارة كابوا.

## التاريخ الديني

### الوثنية
تظهر أول المؤشرات على الديانة اللومباردية لعبادتهم الآلهة الجرمانية فانير عندما كانوا في إسكندنافيا. بعد استيطانهم على طول ساحل بحر البلطيق، من خلال الاتصال مع الجرمان الآخرين عبدوا الآلهة آيسير وهو تحول يمثل التغير الثقافي من مجتمع زراعي إلى مجتمع محارب.
بعد هجرتهم إلى بانونيا، كانوا على اتصال مع السارماتيين الإيرانيين. اقترضوا من هؤلاء عادة الرموز الدينية. عمود طويل يعلوه تمثال لطائر، عادة ما يكون يمامة، يستمد من المعايير المستخدمة في المعركة، حيث ينصب ذلك العمود من قبل عائلة في أرض منزل رجل قتل في معركة بعيدة ولم يتمكنوا من جلب جثمانه لمنزله ودفنه. عادة ما يوجه الطير في اتجاه الموقع الذي يشتبه مقتل المحارب فيه.

### التنصير
أول ما دخلت المسيحية صفوف اللومبارد في بانونيا، ولكنها لمستهم فقط حيث كان التنصير رمزيًا إلى حد كبير وبعيدًا عن الاكتمال. في عهد واكو، كانوا رومًا كاثوليك متحالفين مع الإمبراطورية البيزنطية، ولكن ألبوين تحول إلى الأريوسية كحليف للقوط الشرقيين وغزا إيطاليا. أثرت هذه التحولات المسيحية في معظمها في الطبقة الأرستقراطية فقط حيث ظل عامة الناس وثنيين.
في إيطاليا، جرى تنصير اللومبارد بشكل مكثف وكان الضغط عليهم لاعتناق الكاثوليكية كبيرًا. ومع وصول ثيوديليندا الملكة الكاثوليكية ذات الأصول البافارية، خضع النظام الملكي لتأثير كاثوليكي ثقيل. بعد الدعم الأولي للحزب المعادي لروما في الانشقاق الثلاثي الفصول، بقيت ثيوديليندا على اتصال وثيق وداعم للبابا غريغوري الأول. في 603، تلقى ولي العهد أدالوالد معمودية كاثوليكية. خلال القرن المقبل، استمرت الأريوسية والوثنية في أوستريا (شمال شرق إيطاليا) ودوقية بينيفنتو. كان تعاقب الملوك الأريوسيين عسكريًا عنيفًا وشكل تهديدًا للبابوية في روما. في القرن السابع، كانت الطبقة الأرستقراطية مسيحية اسميًا في بينيفنتو لا تزال تمارس طقوسًا وثنية، مثل التضحيات في الغابة «المقدسة». ومع ذلك وفي نهاية عهد كونينكبرت، كان أغلب اللومبارد كاثوليكيين. تحت حكم ليوتبراند أصبحت الكاثوليكية حقيقية حيث سعى الملك لتبرير لقب «ملك إيطاليا» من خلال توحيد جنوب شبه الجزيرة بشمالها وجمع رعاياه الإيطاليين الرومان والجرمان في دولة واحدة كاثوليكية.

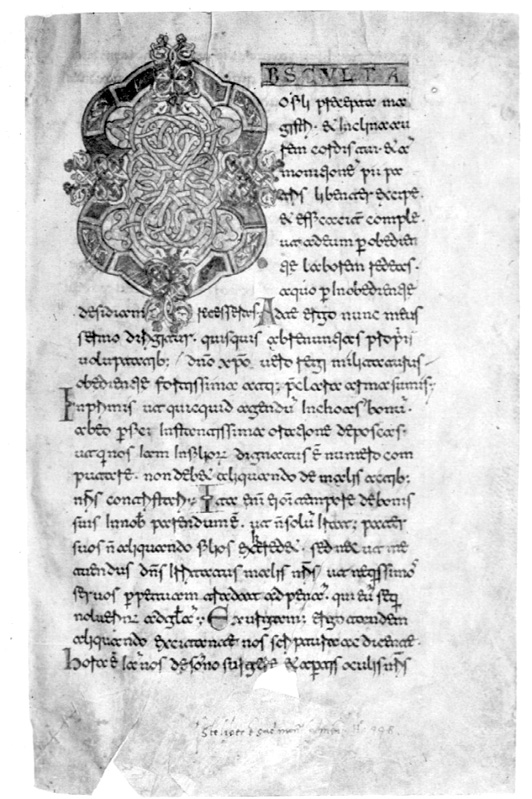
قاعدة القديس بنديكت بالخط البنفنتي (أي اللومباردي).

### المسيحية البينيفنتية
طورت دوقية بينيفينتو شعيرة مسيحية فريدة من نوعها في القرنين السابع والثامن. ارتبطت الطقوس البينيفنتية بالقداسات الأمبروزية أكثر من الرومانية. لم تنج الطقوس البينيفنتية في شكلها الكامل، على الرغم من أن معظم الأعياد الرئيسية والأعياد ذات الأهمية المحلية لا تزال موجودة. يبدو أن الطقوس البينيفنتية كانت أقل اكتمالًا ومنهجية وأكثر مرونة من نظيرتها الرومانية.
كان من سمات هذه الطقوس الأنشودة البينيفنتية، حيث أنها متأثرة بالتقليد اللومباردي حيث تحمل أوجه شبه بالأنشودة الأمبروزية من لومبارد ميلان. تعرف الأنشودة البينيفنتية إلى حد كبير في دورها في قداسات الشعائر البينيفنتية، كان للأناشيد البينيفنتية أدوار متعددة أدرجت في كتاب الترانيم الغريغوري. استبدلت في نهاية المطاف بالأنشودة الغريغورية في القرن الحادي عشر.
كان المركز الرئيسي للترانيم البينيفنتية هو مونتي كاسينو، وهي واحدة من أوائل وأكبر الأديرة في عالم الرهبنة الغربية. تبرع جيزولف الثاني من بينيفنتو بمساحة كبيرة من الأرض إلى مونتيكاسينو في 744 والتي أصبحت أساسًا لدولة مهمة هي أراضي القديس بندكت والتي كانت تخضع لروما. كان تأثير الكاسينية على المسيحية في جنوب إيطاليا هائلًا. كان مونتي كاسينو أيضًا نقطة البداية لسمة أخرى من سمات الرهبنة البينيفنتية: استخدام الخط البينيفنتي المتميز، وهو خط واضح زاوي مستمد من المخطوط الروماني كما استخدمه اللومبارد.

## الفن والعمارة
خلال تاريخهم البدوي، عرف اللومبارد القليل من الفن والذي صعب حمله معهم في ترحالهم المستمر، مثل الأسلحة والحلي والمجوهرات. رغم أن القليل نسبيًا منها قد نجا، فإنها تشبه نظيراتها لدى القبائل الجرمانية الأخرى في شمال ووسط أوروبا من العصر نفسه.
جاءت التعديلات الرئيسية الأولى على الأسلوب الجرماني اللومباردي في بانونيا وخصوصًا في إيطاليا، تحت تأثير الأنماط المحلية البيزنطية والمسيحية. أدى التحول من البداوة والوثنية إلى التمدن والمسيحية إلى فتح مجالات جديدة للتعبير الفني مثل الهندسة المعمارية (خصوصًا الكنائس) وفنونها الزخرفية المصاحبة (مثل اللوحات الجدارية).

### العمارة

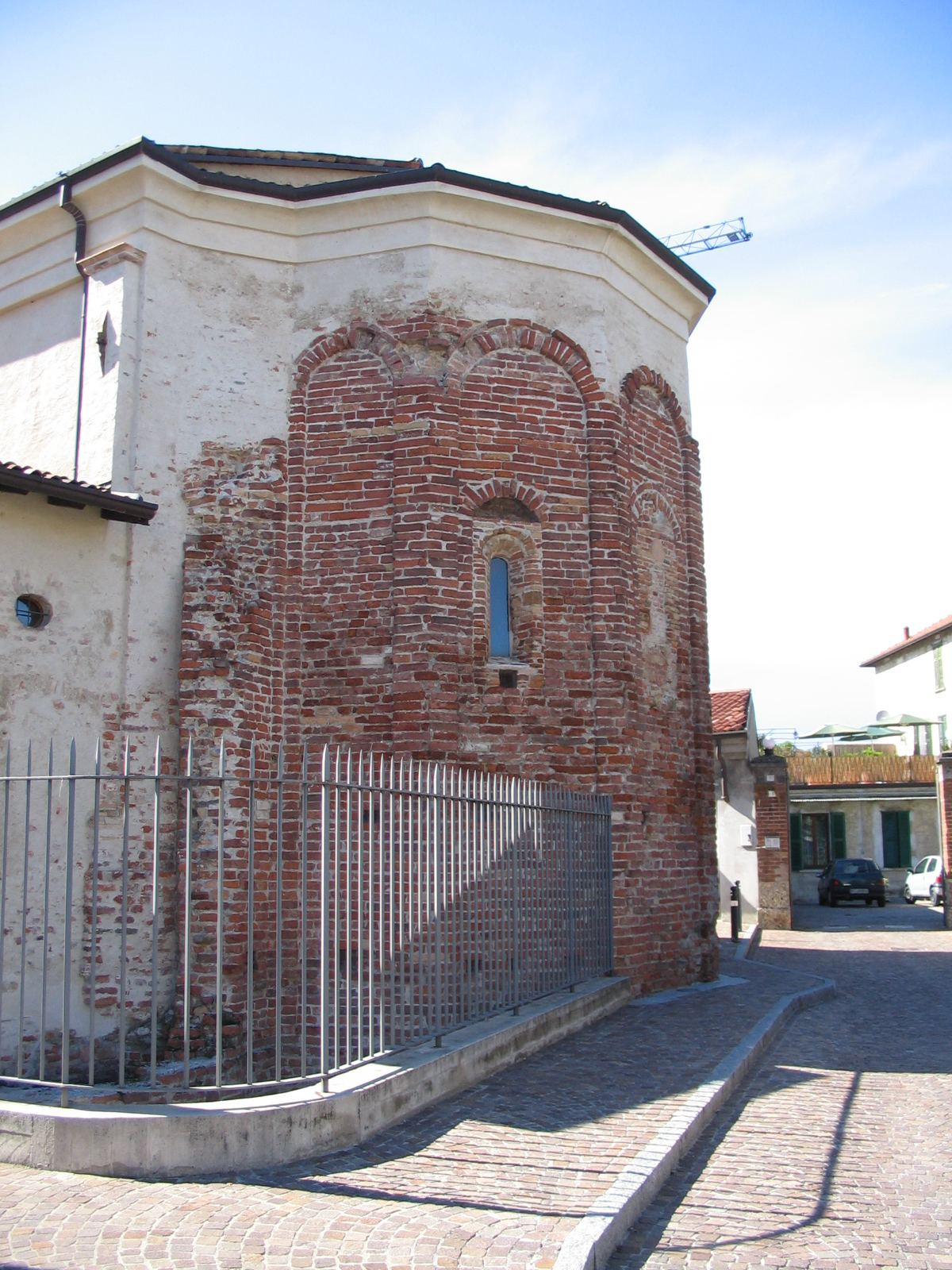
بازيليكية أوتاريانا في فارا جيرا دادا.

نجت القليل من المباني اللومباردية حيث أن معظمها قد دمر أو أعيد بناؤه أو تجديده في مرحلة ما وحوفظ على القليل جدًا من هيكله اللومباردي الأصلي. جرت دراسة العمارة اللومباردية بشكل واسع في القرن العشرين، ومن الأعمال حولها كتاب «نصب التاريخ المصور» من عام 1919 لآرثر كنجسلي بورتر من أربعة مجلدات حول الهندسة المعمارية اللومباردية.
قد تعد كنيسة أوراتوريو دي سانتا ماريا الصغيرة في فالي في تشفيدالي ديل فريولي على الأرجح واحدة من أقدم القطع المحفوظة من الهندسة المعمارية اللومباردية، حيث كانت تشيفيدالي المدينة اللومباردية الأولى في إيطاليا. حفظت أجزاء من الإنشاءات اللومباردية في بافيا (سان بييترو في تشيل دورو وسراديب سانت إيوسيبيو وسان جيوفاني دومناروم) وفي كاتدرائية مونزا. تحتوي أيضًا كل من بازيليكية أوتاريانا في فارا جيرا دادا قرب بيرغامو وكنيسة سان سالفاتوري في بريشيا عناصر لومباردية. كانت تلك المباني في شمال إيطاليا (لانغوبارديا الكبرى)، إلا أن أفضل الهياكل اللومباردية المحفوظة تقع في جنوب إيطاليا (لانغوبارديا الصغرى). بنيت كنيسة سانتا صوفيا في بينيفينتو في 760 من قبل الدوق أريكيس الثاني. حافظت على لوحاتها الجدارية اللومباردية وحتى الأحرف اللومباردية على الأعمدة.
من خلال قوة الدفع التي قدمها الملوك الكاثوليك مثل ثيوديليندا وليوتبراند وديسيديريوس تشكلت الأديرة لتعزيز سيطرتهم السياسية وازدهرت العمارة اللومباردية. تأسس دير بوبيو خلال هذه الفترة.
تم العثور في بعض الهياكل اللومباردية المتأخرة من القرنين التاسع والعاشر على عناصر مرتبطة بالعمارة الرومانسكية وقد أطلق عليها «الرومانسكية الأولى». تعتبر هذه المباني إلى جانب بعض المباني المماثلة في جنوب فرنسا وكاتالونيا علامة على مرحلة انتقالية بين مرحلة ما قبل الرومانسيكية والرومانسكية الكاملة.

## معرض صور

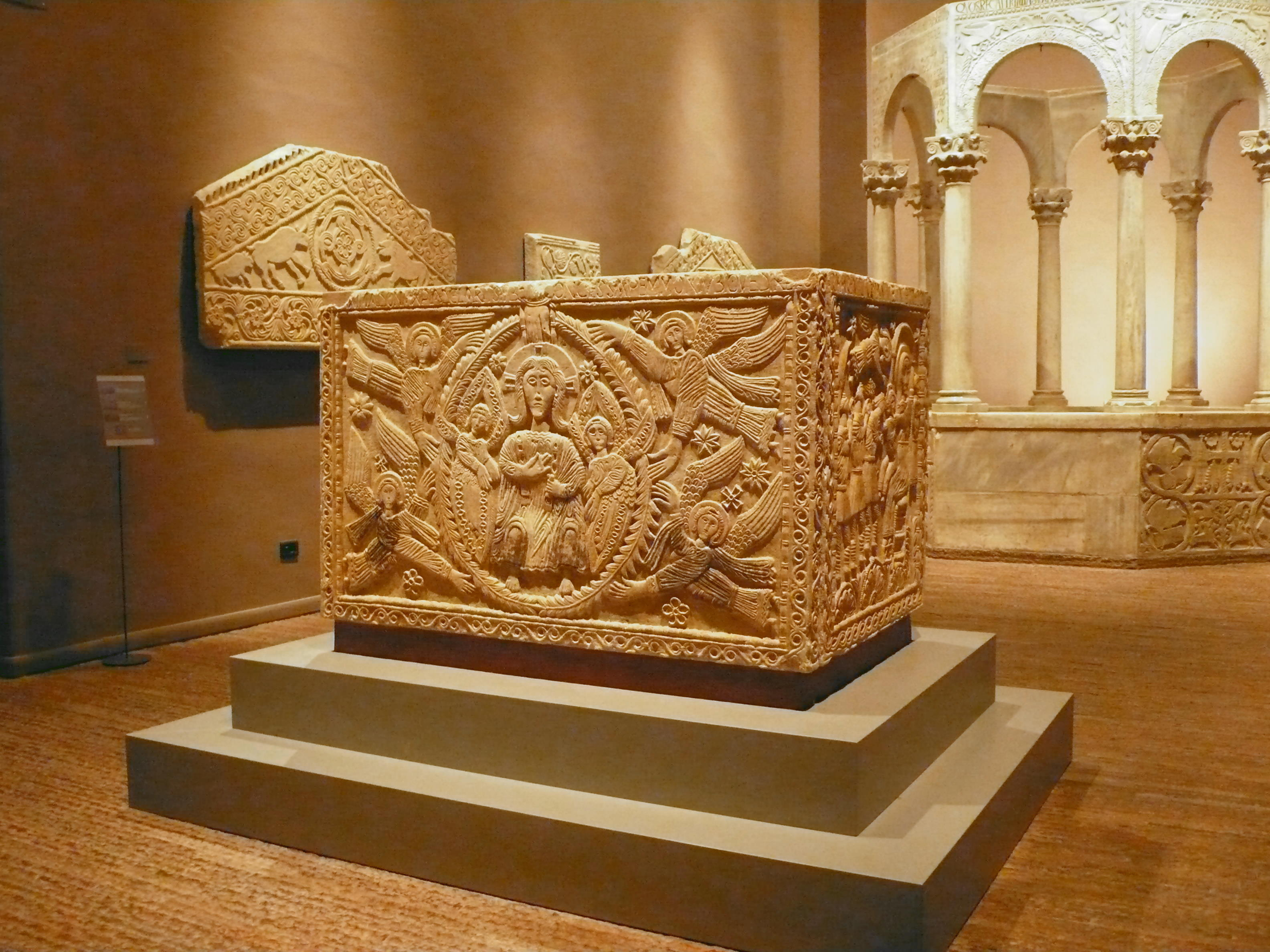
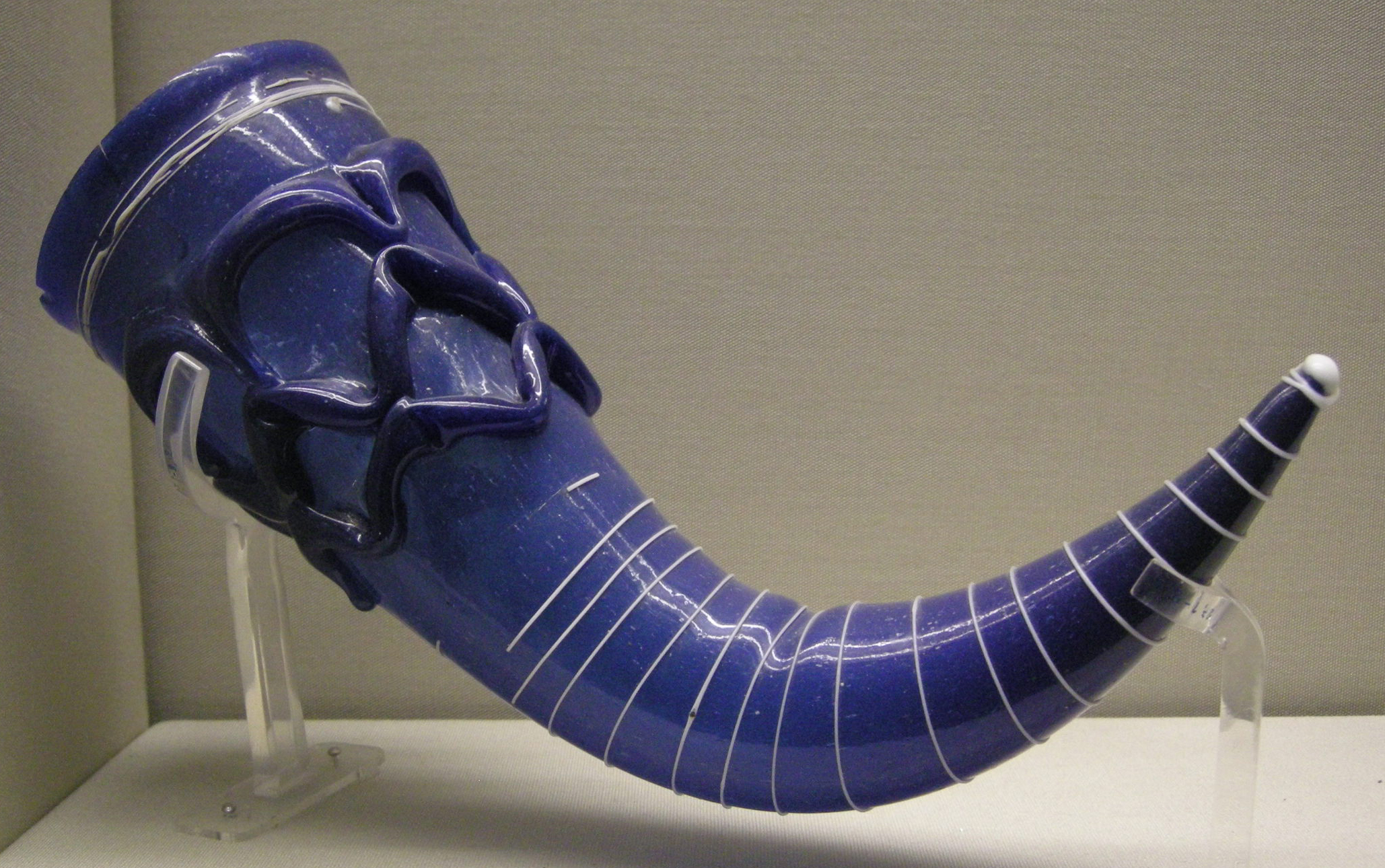
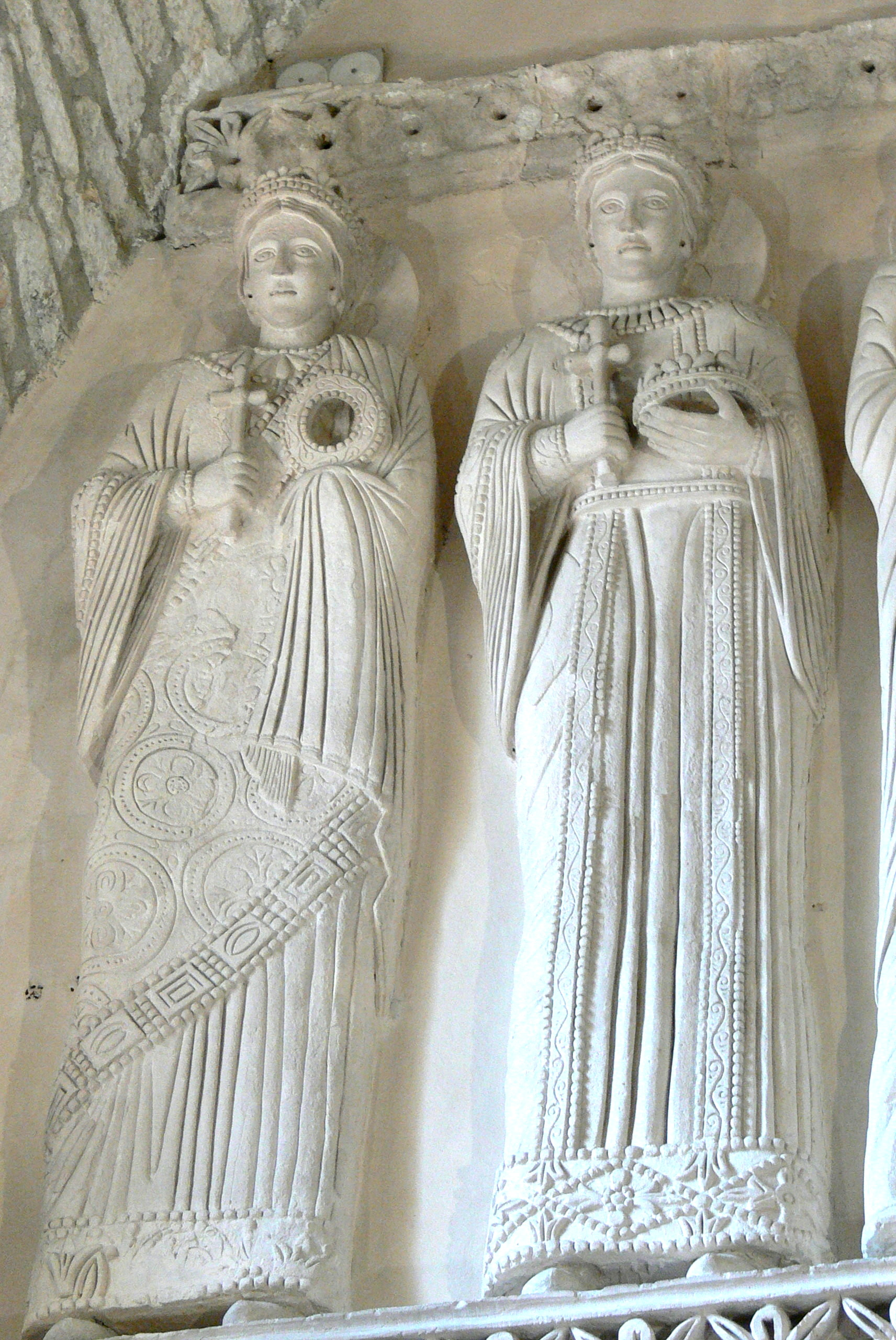
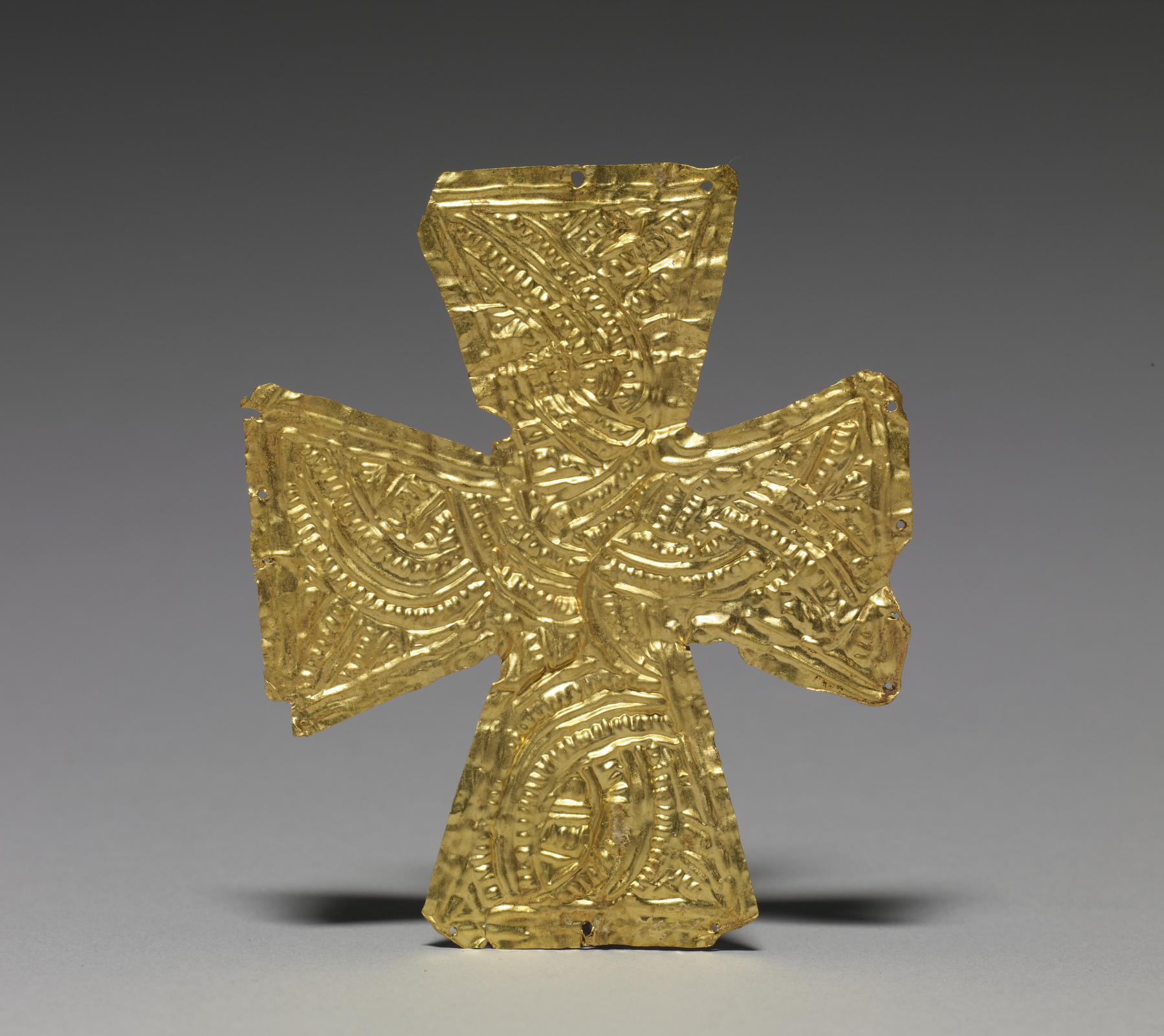
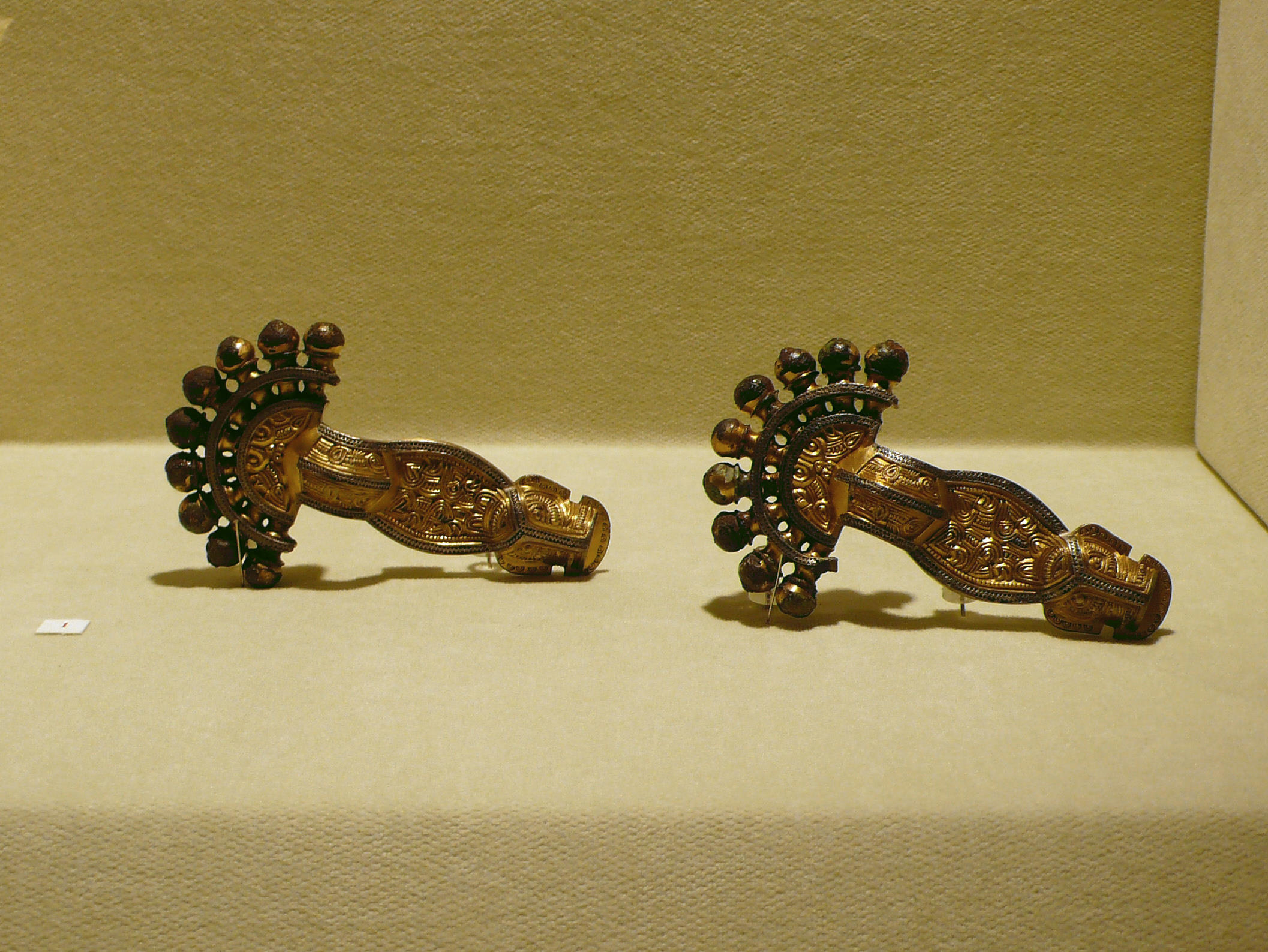
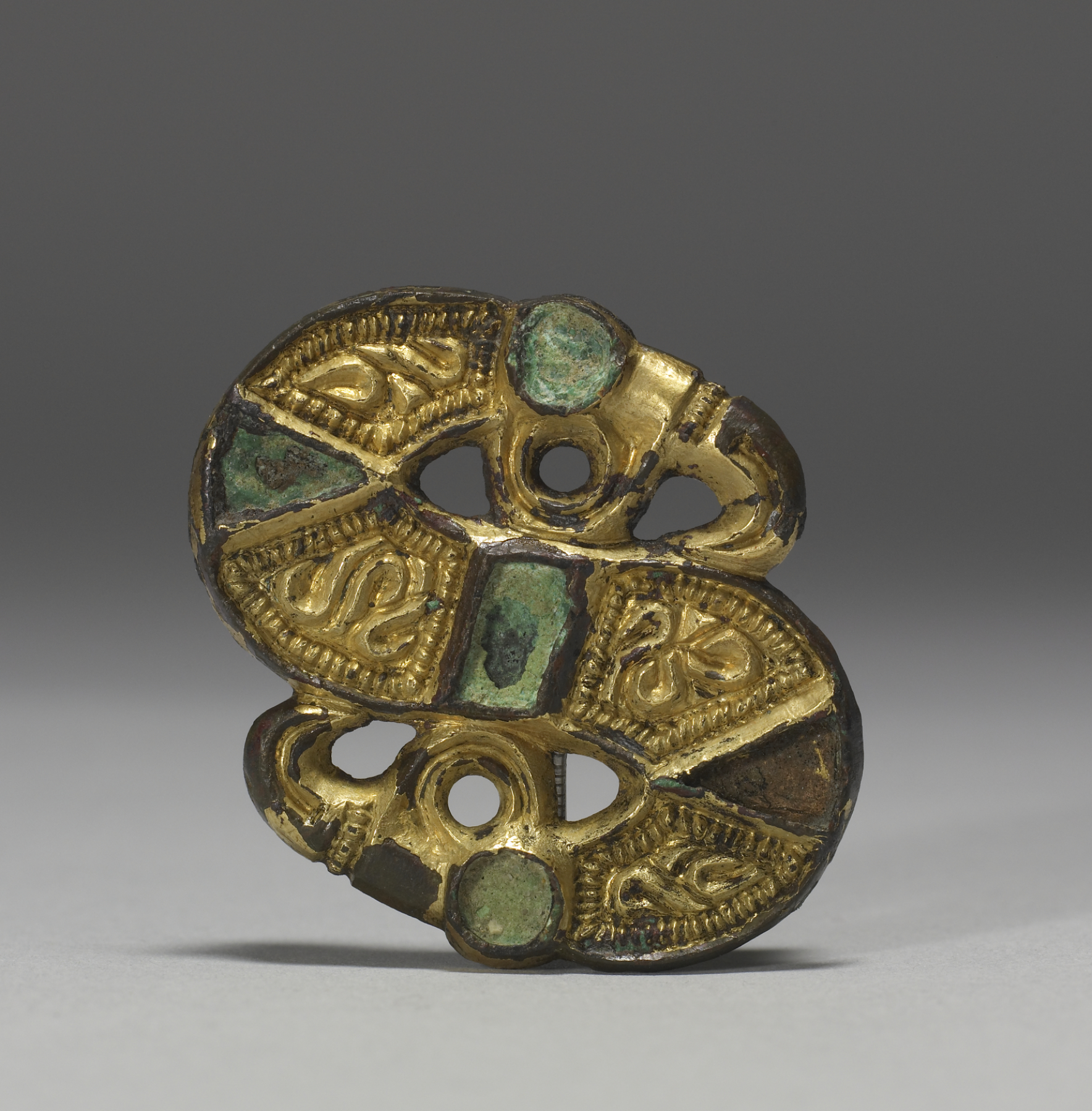

## طالع أيضًا
- قبائل جرمانية شرقية
- عصر الهجرات